# Soldats, héros, où est passée votre gloire ?
Soldats, héros, où est passée votre gloire ? (en russe : Солдатушки, бравы ребятушки, где же ваша слава?) est un tableau du peintre russe Valentin Serov réalisé en 1905. On y voit une foule sans armes chargée par un officier à cheval suivi de ses troupes. Ce tableau est associé aux évènements du 9 janvier 1905 (22 janvier dans le calendrier grégorien) à Saint-Pétersbourg, capitale de l'Empire russe.

## Historique de l'œuvre
Cette journée porte le nom de Dimanche rouge (en russe : Кровавое воскресенье, littéralement « dimanche sanglant ») et fait référence à la répression sanglante de la manifestation populaire sur la place du palais d'Hiver par l'armée impériale, qui tire sur la foule. Cette foule voulait présenter au Tsar Nicolas II la pétition des travailleurs et habitants de Saint-Pétersbourg. Entre 130 à 200 personnes sont mortes et entre 300 et 800 sont blessées. Cet événement dramatique marque le début de la révolution russe de 1905. De multiples grèves tant politiques qu'économiques éclatent alors un peu partout en Russie qui mèneront au Manifeste d'octobre 1905.
C'est l'une des satires les plus cruelles du  gouvernement tsariste lors de la première révolution russe de 1905-1907. Serov est un des peintres attitrés de la famille impériale russe depuis 1890 et est bien coté dans la bonne société, dont il réalisait surtout des portraits. Mais il décide de protester contre l'intervention des troupes face à une manifestation pacifique de citoyens en signant ce tableau.
En signe de protestation, il refuse aussi le titre honorifique de membre de l'académie des beaux-arts présidée par le Grand-duc Vladimir qui commandait les troupes de la garnison de Saint-Pétersbourg. Le titre sarcastique qui est donné au tableau est un extrait de chanson de soldat due à Maxime Gorki, écrivain qui faisait partie comme Serov du comité de rédaction de la revue Joupel (L'épouvantail),.